# Rock Against Bush, Vol. 2
Rock Against Bush, Vol. 2 es el segundo álbum recopilatorio del proyecto Rock Against Bush. Fue lanzado por el sello discográfico Fat Wreck Chords en agosto de 2004.
Al igual que el anterior volumen, el álbum está compuesto por una colección de canciones, previamente lanzadas e inéditas, pertenecientes a varios artistas de punk rock. El recopilatorio también incluye un DVD con material político sobre las elecciones presidenciales de Estados Unidos de 2004.

## Listado de canciones
1. "Favorite Son" - Green Day  – 2:13 *
2. "Let Them Eat War" - Bad Religion  – 2:58
3. "Unity" - Operation Ivy  – 2:14
4. "Necrotism: Decanting the Insalubrious (Cyborg Midnight) Part 7" - The Lawrence Arms  – 1:48 *
5. "We Got the Power" - Dropkick Murphys  – 2:45 *
6. "Drunken Lullabies" - Flogging Molly  – 3:49
7. "Doomsday Breach" - Only Crime  – 2:15
8. "Gas Chamber" (Angry Samoans cover) - Foo Fighters  – 0:55 *
9. "Status Pools" - Lagwagon  – 2:36 *
10. "What You Say" - Sugarcult  – 2:36
11. "7 Years Down" - Rancid  – 2:33
12. "Off With Your Head" - Sleater-Kinney  – 2:26 *
13. "Scream Out" - The Unseen  – 2:48 *
14. "Violins" (Lagwagon cover) - Yellowcard  – 3:33 *
15. "Like Sprewells on a Wheelchair" - Dillinger Four  – 3:41 *
16. "Chesterfield King" (Live) - Jawbreaker  – 4:03 *
17. "Born Free" (Live) - The Bouncing Souls  – 1:45 *
18. "No Hope" (Live) - Mad Caddies  – 1:41 *
19. "Kids Today" - Dwarves  – 1:25 *
20. "Can't Wait to Quit" - Sick of It All  – 2:09 *
21. "Comforting Lie" - No Doubt  – 2:52
22. "State of Fear" - Useless ID  – 3:12 *
23. "I'm Thinking" - Autopilot Off  – 2:50 *
24. "My Star" - The (International) Noise Conspiracy  – 2:35 *
25. "Time's Up" - Donots  – 3:24 *
26. "Kill the Night" - Hot Water Music  – 2:42 *
27. "You're Gonna Die" - Thought Riot  – 2:36
28. "Fields of Agony" (Acoustic) - No Use for a Name  – 2:45 *

*canciones inéditas/raras

## Apariciones originales
Las canciones previamente lanzadas aparecen a continuación con sus álbumes originales:
- "Let Them Eat War" - pista 7 en el álbum The Empire Strikes First de Bad Religion
  - "Drunken Lullabies" - pista 1 en el álbum Drunken Lullabies de Flogging Molly
- "Doomsday Breach" - pista 3 en el álbum To the Nines de Only Crime
- "What You Say" - pista 8 en el álbum Palm Trees and Power Lines de Sugarcult
- "7 Years Down" - pista 23 en el álbum Let's Go de Rancid
- "Comforting Lie" - pista 10 en el álbum Return of Saturn de No Doubt
- "You're Gonna Die" - pista 2 en el álbum Sketches of Undying Will de Thought Riot
- "Unity" - pista 7 en el álbum Energy de Operation Ivy